# Phalanger orientalis
Phalanger orientalis là một loài thú có túi trong họ Phalangeridae bản địa bắc New Guinea và những đảo nhỏ hơn xung quanh. Chúng có mặt cả trên quần đảo Bismarck, đông nam và trung Molucca, quần đảo Solomon và Timor, những nơi mà chúng đã du nhập đến vào thời tiền sử. Trước đây, nó bị coi là cùng loài với P. intercastellanus và P. mimicus.
P. orientalis hay xuất hiện trong những môi trường bị tác động, gồm rừng thứ sinh, đồn điền, và vườn tược. Chúng cũng sống trong rừng mưa nhiệt đới.